# Фролова, Прасковья Фёдоровна
Праско́вья Фёдоровна Фроло́ва — ветеран Томского завода резиновой обуви, член Президиума совета ветеранов Томского завода резиновой обуви, Герой Социалистического Труда.

## Трудовая деятельность
Умелый организатор производственной деятельности цеха (её коллектив всегда выполнял и перевыполнял производственные задания, выпуская продукцию высокого качества) в 1971 году П.Ф. Фролова была отмечена высокой правительственной наградой: передовику производства присвоено звание Героя Социалистического Труда с вручением медали «Серп и Молот» и орденом Ленина. С наградой П.Ф Фролову поздравил легендарный тогда руководитель Томской области, первый секретарь Томского ОК КПСС Е.К. Лигачёв.
Избиралась членом Ленинского райкома КПСС.

## Награды
- Золотая звезда «Серп и Молот» Героя Социалистического Труда (1971)
- 2 ордена Ленина
- Орден Трудового Красного Знамени
- Орден «Томская слава» (23.10.2018)
- Медаль «За доблестный труд в ознаменование 100-летия со дня рождения Владимира Ильича Ленина» (1970)
- Медаль «50 лет Победы в Великой Отечественной войне 1941—1945 гг.» (1995)
- Наградной знак ЦК ВЛКСМ «70 лет ВЛКСМ» (1988)
- Медаль «70 лет Томской области» (11.06.2014 — в этот день состоялось вручение первых 10-ти этих наград, прежде всего ныне живущим в Томской области Героям Социалистического Труда)[2]